# سرزمین قبایلی

سرزمین قبایلی (به عربی: بلاد القبائل) یک منطقه فرهنگی، طبیعی و تاریخی در شمال الجزایر است. سرزمین قبایلی ۲۵٬۰۰۰ کیلومتر مربع مساحت و ۷٬۵۷۵٬۶۴۳ نفر جمعیت دارد.
سرزمین قبایلی جزئی است از کوهستان اطلس تلّی و در کنار دریای مدیترانه جای دارد.